# Народні панцерники

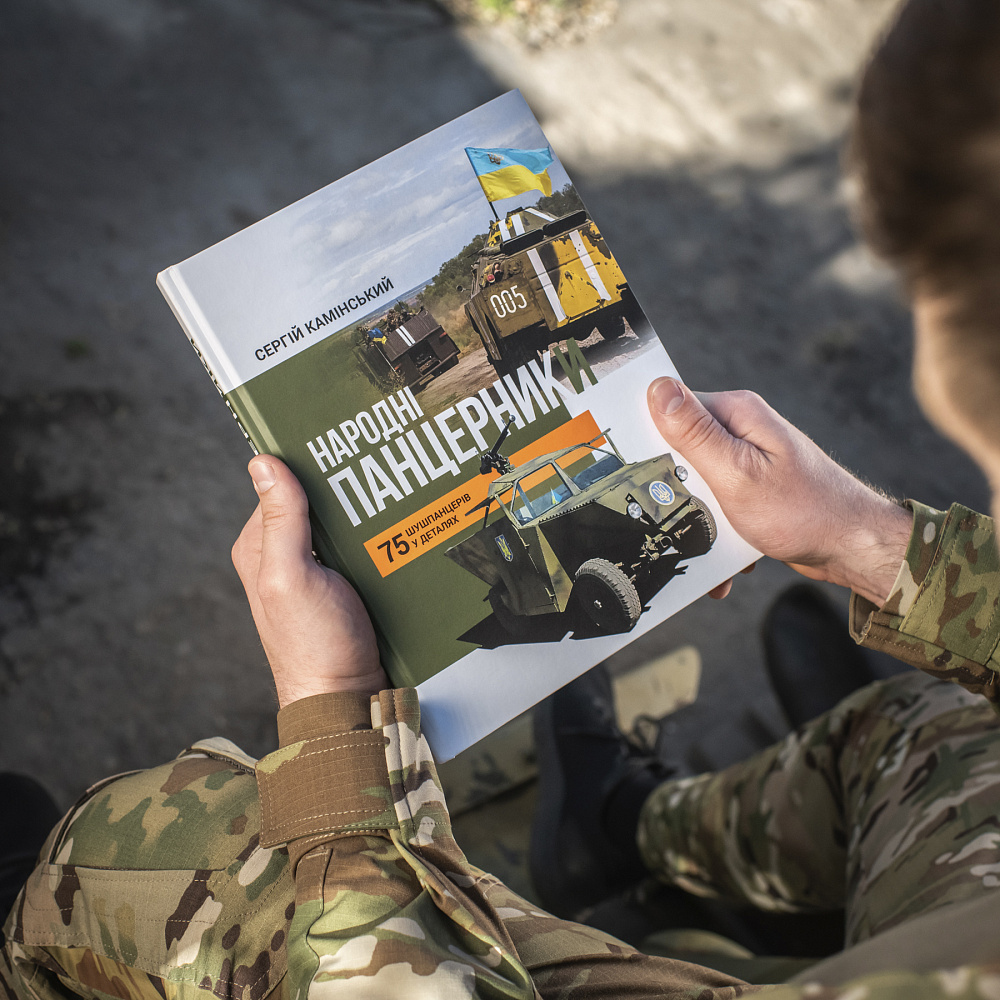

«Народні панцерники» — книга військового журналіста Сергія Камінського про саморобні броньовики в гібридній війні на Донбасі, яка вийшла 2021 року.

## Історія написання

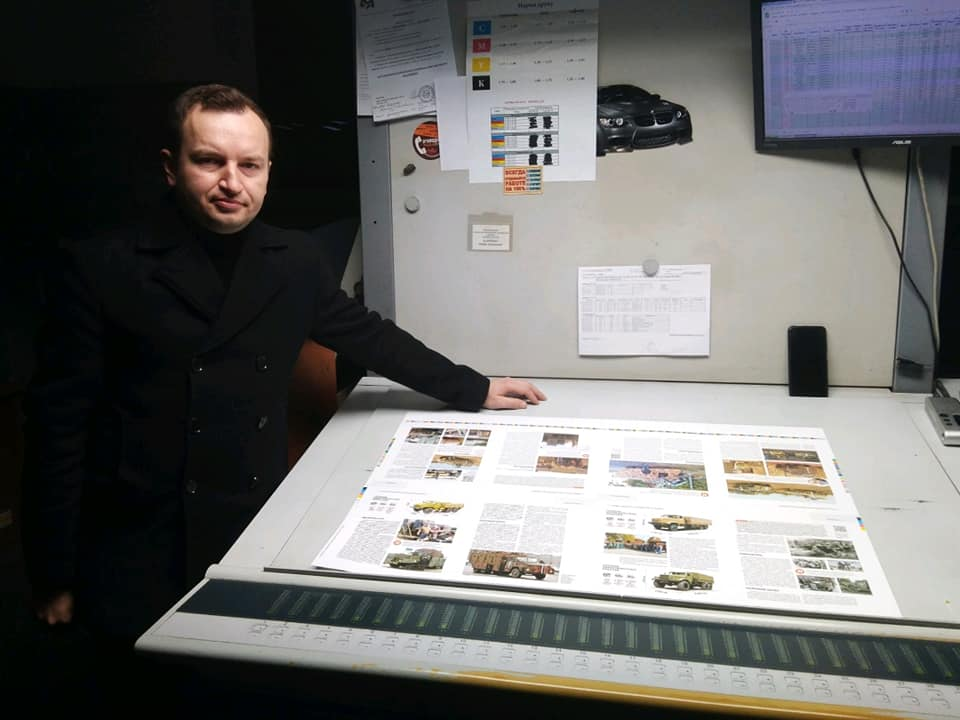
Друк книги "Народні панцерники"

29 травня 2014 року автор вперше потрапив на війну і на блокпосту в Ізюмі побачив саморобний броньований пікап нацгвардійців на прізвисько «Крокодил», який закарбувався в пам'яті і дав початок народженню цієї ідеї. 2017 року Сергій Камінський відвідав столичний фестиваль ретромобілів Old Car Land, де сфотографувався біля КамАЗа «Пряник» добровольчого батальйону «Азов». Саме тоді виникла думка, що коли настане мир, було б добре зібрати «хенд-мейд» броньовики на фестивалі чи параді. Але доля у цих машин різна, тому більш реальним шляхом був би збір матеріалів про такі машини.
Вже через за тиждень військовий журналіст проводив перше інтерв'ю зі столичним волонтером і реконструктором Володимиром Пацерою, який разом з однодумцями у смт Чабани створив серію з десятка різних броньовиків. В подальшому було проведено 125 інтерв'ю з волонтерами, механіками, військовослужбовцями, які створювали так-звані «шушпанцери» та воювали на них. У книзі є свідчення про машини таких відомих українців, як генерал-майор Олег Мікац, волонтер Мирослав Гай, військовий кореспондент Роман Бочкала, автогонщик Олексій Тамразов, шоумен Сергій Притула та репер Ларсон (покійний). Завдяки спонсорській допомозі українського бренду тактичного одягу М-ТАС та компанії UaRpa усі, хто дав інтерв'ю для цієї книги отримали її в подарунок.
Спочатку робоча назва видання була «100 шушпанцерів України», але фактажу про стільки унікальних прикладів народної творчості не знайшлося, тож разом з батьком була вигадана назва «Народні панцерники». Формування розділів, де були виділені такі підрубрики, як «База», «Бронювання», «Озброєння», «Бойовий шлях», почалося, коли автор 8 місяців навчався у США. Загалом робота над книгою тривала 4 роки.

## Про книгу
1 квітня 2021 р. було оголошено передпродаж книги «Народні панцерники», яка стала дебютною для військового журналіста, підполковника Збройних Сил України та автора телепроєкту «Техніка війни» (24 канал) Сергія Камінського. Це уявна виставка-майданчик знакових саморобних броньовиків, яких створили активісти для захисників України, починаючи з 2014 року, коли був брак справної техніки, не кажучи вже про захищену.
Видання має тверду обкладинку, обсяг 224 сторінки або 50 розділів про більш ніж 75 унікальних саморобних броньовиків на базі цивільних або військових машин, які з заводу були не захищеними. Тобто жодного БТР, БРДМ, БМП, МТЛБ у книзі немає. Також у своїй роботі автор подає фотодобірку «шушпанцерів» проросійських бойовиків і українських «хенд-мейд» броньовиків, що не ввійшли в книгу через брак фактажу. В кінці «Народних панцерників» подано аналіз сплесків створення саморобних броньовиків у світі за останні 100 років: від «Остінів» УНР до «джихад-мобілів» «ІДІЛ». Окрім сотень фото читач має змогу за десятками QR-кодів переходити на відео машин-героїв книги, що на спеціально створеному однойменному Youtube-каналі.

## Презентації

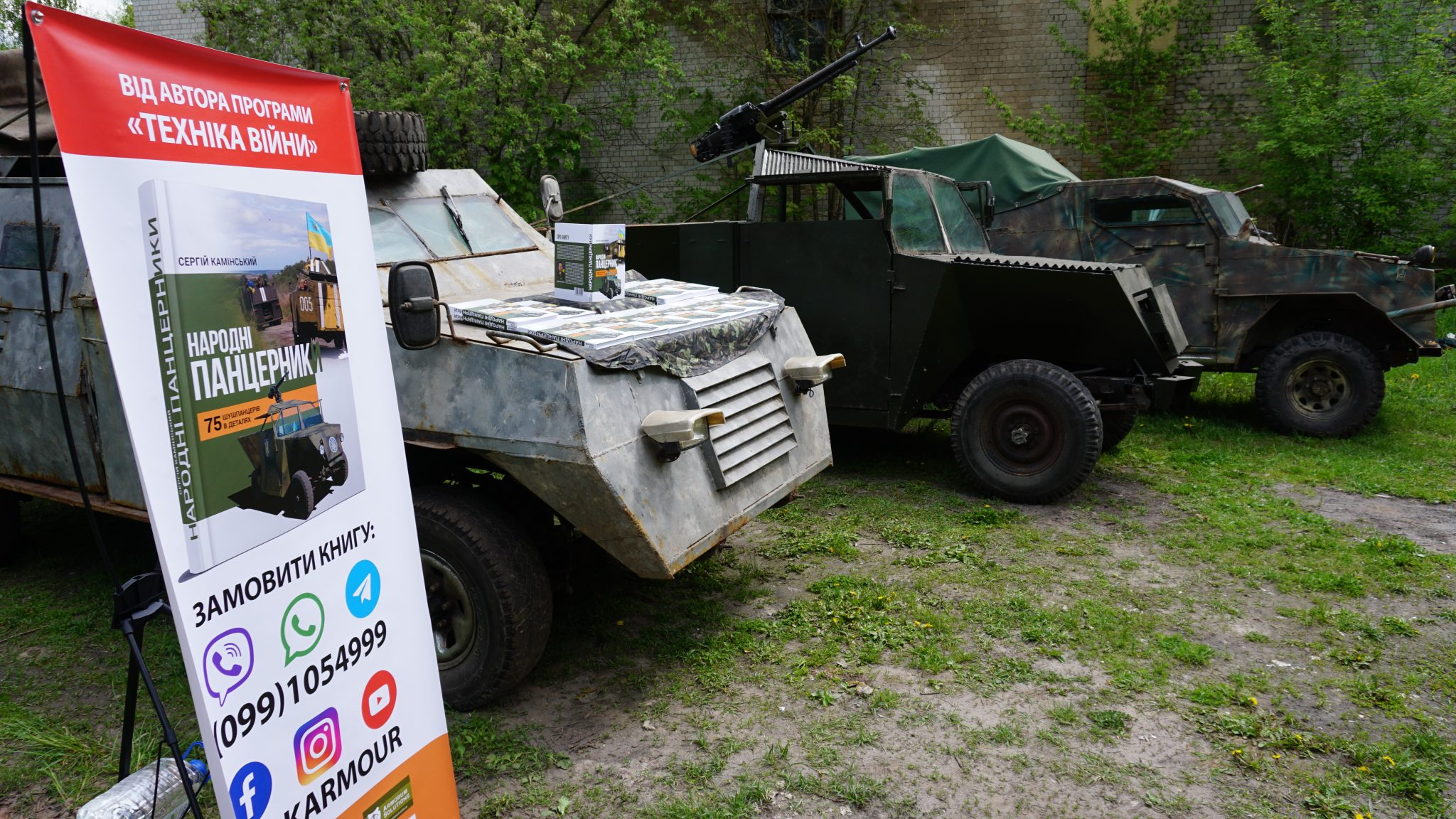
Презентація книги "Народні панцерники" під Києвом

13 травня 2021 року в ефірі військового радіо «Армія FM» підполковник ЗСУ вперше презентував свою книгу.
15 травня під Києвом, у смт. Чабани, відбулася презентація «Народних панцерників», де їх примірники автор вручив групі волонтерів Володимира Пацери та представнику Національного військово-історичного музею України.
19 травня автор представив це військово-історичне ілюстроване видання у інформаційному агентстві Міністерства оборони України «Армія Inform».
20 травня на майданчику сучасної військової техніки на території Меморіалу — Національний музей історії України у Другій світовій війни відбулася столична презентація книги «Народні панцерники».

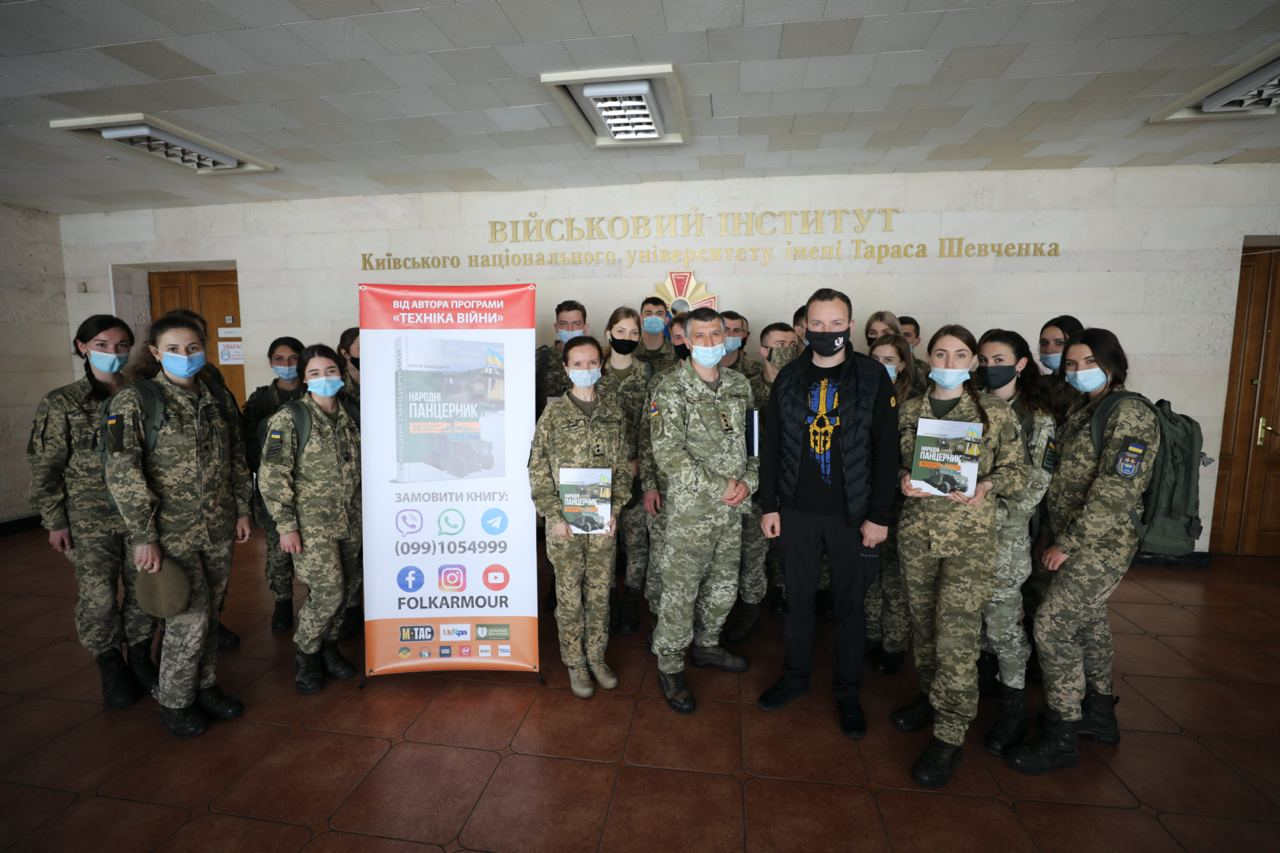
Автор книги Сергій Камінський у Військовому інституті Київського національного університету імені Тараса Шевченка

21 травня автор представив та подарував видання бібліотекам Київського військового ліцею імені Івана Богуна та Військового інституту Київського національного університету імені Тараса Шевченка.
24 травня у Військовому інституту телекомунікацій та інформатизації імені Героїв Крут відбулась презентація книги Сергія Камінського.
26 травня військовий журналіст розповів про своє творіння у Дніпрі, на території Музею «Громадянський подвиг Дніпропетровщини в подіях АТО».
27 травня зустріч-презентація відбулася у селі Вербки Дніпропетровської області, де з 2014 року місцевими кулібіними був ініційований так званий Народний бронетанковий завод. Його волонтерам автор подарував понад 10 примірників. Ввечері того ж дня, «Народні панцерники» представили на Донбасі, а саме в Центрі ветеранів АТО та їх сімей «Поруч» у місті Краматорську.
28-30 травня 12-й технічний фестиваль «Old Car Land» став майданчиком для презентації книги.
3 червня Львів прийняв автора з презентацією своєї дебютної книги «Народні панцерники».
15-18 червня автор представляв книгу на Міжнародній виставці «Зброя та безпека-2021».
Загалом 2021 року Сергій Камінський подарував примірники видання до бібліотек усіх військових навчальних закладів, Головного військового клінічного госпіталю та чотирьох мобільних військових шпиталів на Донбасі, а також найбільших бібліотек Києва і областей України.
2023 року книгу "Народні панцерники" презентували у DINFOS (США).
29 травня-1 червня 2025 року книга була представлена на столичному фестивалі "Книжковий Арсенал" в рамках проєкту «Історії з війни. Пряма мова», реалізованого за сприяння Міністерства у справах ветеранів .

## Критика
Книга має низку відгуків від публічних та дотичних до теми війни українців. Так, волонтер і актор Мирослав Гай на своїй сторінці у Facebook зазначив:
«Отримав сьогодні довгоочікувану книгу „Народні панцерники“ з автографом автора Сергія Камінського. Чудова збірка різних саморобних броньованих транспортних засобів, які українські волонтери зробили в перші роки війни для армії. Є тут і про наш фонд Фонд Мир і Ко. Організація допомоги військовим та „Вербський бронетанковий завод“. Ох… Це все вже історія…».

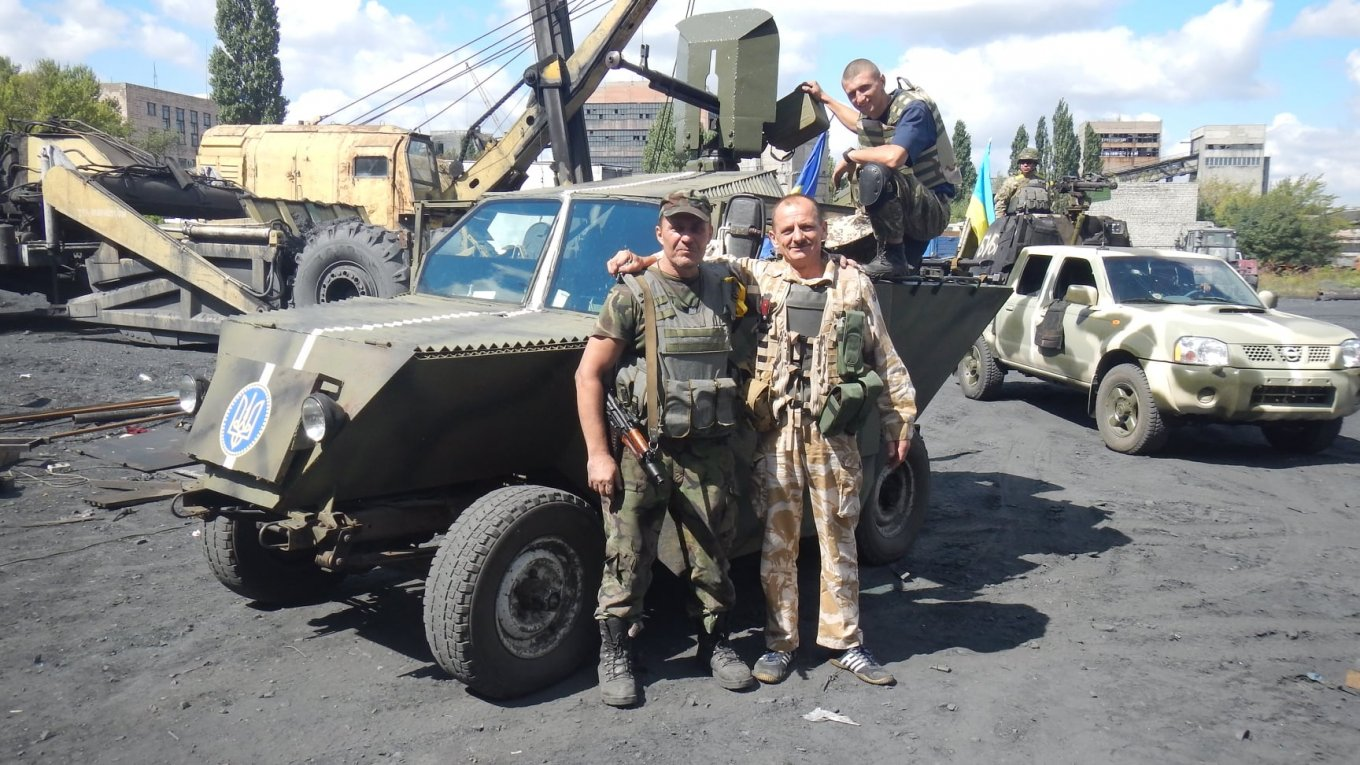
Саморобний броньовик в АТО

Авторка проєкту #Книги_про_війну Ганна Скоріна після київської презентації написала у своєму Facebook:
«Автор досить скромно зауважує, що книга не для всіх. Можливо. Мені здається, що поціновувачів техніки як серед дорослих так і підлітків знайдеться чимало. Це цікаво. Хоча б тому, що кожна така машина унікальна. Ви можете не цікавитись чи не знати якісь технічні аспекти машин, але ви точно зможете оцінити зміни в цих машинах, які зробили майстри. Це свого роду унікальні чи неповторні витвори військово-технічного мистецтва. Так-так саме мистецтва, бо по суті кожний створений панцерник має свою особливу конструкцію і навіть ім'я. Про кожний панцерник написана історія створення, бойовий шлях і розміщено QR-коди, за допомогою яких можна подивитись відео про деякі панцерники. І це точно хороший подарунок для тих, кого цікавить техніка, в тому числі історія».
Міністр оборони України (2020-21 рр.) Андрій Таран ознайомився з книгою про народні броньовики і на сайті відомства була оприлюднена таке рецензія:
«Однозначно: книга заслуговує на суспільну увагу та читацький інтерес. Ілюстроване військово-історичне видання увібрало півсотні розділів про більш ніж 70 унікальних машин від волонтерів та не байдужих українців. З ними автор провів понад 120 інтерв'ю, усе — на реальних свідченнях. Головне, що технічні подробиці про залізних монстрів поєднані з долями людей, які створювали ці проєкти, фінансували їх з останніх заощаджень, а також воювали на них.
Не залишає байдужим доля механіка із позивним „Знахар“, який долучився до створення одного з перших шушпанцерів 2014 року під назвою „Коник“ на базі УАЗ. Саме він зображений на обкладинці книги. Тоді він не доробив машину, бо пішов на війну та загинув у Донецькому аеропорту. Але перед цим „Знахар“ таки встиг передати колегам вказівки щодо проведення обряду, аби машину не брали кулі. Так і сталося! Жоден воїн не загинув у цьому імпровізованому броньовику і він досі на ходу. Це вражаюча історія, яких у книзі Сергія Камінського багато.
Книга назавжди збереже для нас той час, унікальні машини і передасть дух українців, що прагнули допомогти своїм захисникам в час віроломного наступу російського агресора, коли бракувало захищеної та надійної техніки. Із тих складних років наше завдання — робити усе, щоб наші воїни були оснащені сучасними броньовиками.
„Народні панцерники“. Рекомендую!»
Коментуючи у Facebook отриману книгу «Народні панцерники», історик та журналіст Михайло Жирохов висловився так:
«Я зараз можу сказати — матеріал унікальний, зібраний з „перших рук“, класно виданий с унікальними фото. Це завжди величезний плюс. Я давно „облізувався“ на цей фоліант.»